# 星野佐代子
星野 佐代子（ほしの さよこ）は、群馬県出身の日本の柔道家。現役時代は56kg級及び57kg級の選手。

## 人物
日本女子大学1年の時に柔道を始めた。日本体育大学の職員だった1978年7月に講道館で初開催となった女子の体重別選手権57kg級に出場すると、決勝で日本電気の永井多惠子を支釣込足で破って初代チャンピオンに輝いた。1979年には体重別選手権決勝で梶原浩美を破って2連覇を飾った。講道館で初開催となった強化選手選考会の60kg級でも決勝で永井を破って初代チャンピオンとなった。1980年には体重別選手権の56kg級決勝で浜松商業高校の岡井富喜子を破って優勝を飾り、女子としては初めての開催となる世界選手権の代表に選出された。ニューヨークのマジソンスクエアガーデンで行われた世界選手権では無職の肩書きでの出場となったが、初戦で西ドイツのツェルウィンスキーに敗れた。

## 主な戦績
- 1978年 -　体重別選手権　優勝　57kg級
- 1979年 -　体重別選手権　優勝　57kg級
- 1979年　- 強化選手選考会　優勝60kg級
- 1980年 -　体重別選手権　優勝　56kg級

(出典、JudoInside.com)